# イオン (対話篇)
『イオン』（イオーン、希: Ἴων, Iōn）は、プラトンの初期対話篇の1つ、またその中の登場人物。副題は「『イーリアス』について」。

## 構成

### 登場人物
- ソクラテス - 65歳頃[1]。
- イオン（イオーン） - エペソス生まれの吟誦詩人（ラプソドス）。ホメロスのみを得意分野とする。

### 時代・場面設定
エピダウロスでのアスクレーピオスの祭礼における数々の奉納競技の中、吟誦詩人（ラプソドス）の競技で優勝し、帰途の途中でアテナイに滞在している吟誦詩人イオン、彼にソクラテスが出くわすところから、話は始まる。
ソクラテスがイオンを持ち上げながら問答に持ち込み、最終的にイオンが知識も技術も持ち合わせていないことが暴かれ、イオンがそれを認めるまでが描かれる。

### 特徴
相手を褒めながら問答に誘い、相手の無知を暴くというソクラテスのイロニー（アイロニー、エイロネイア、偽装）的手法が、典型的な形で描かれている。
また、『ソクラテスの弁明』の「無知の知」のくだりでも触れられている、「詩人」の傲慢さや無知、その詩人観（対象についての「知識」を以てその業績を為している訳ではなく、一種の「神がかり」的な「偶然持ち合わせた才能」で以てその業績を為しているに過ぎない）が、分かりやすく描かれている。同様に、高名な「政治家」の無知に言及する作品としては『メノン』がある。

## 内容

### あらすじ
ソクラテスは、吟誦詩人たちの技術を称賛し、吟誦詩人たちはその対象となるホメロスら詩人のことなら何でも知っているはずだと誉めそやす。得意気なイオンは、ホメロスのことについて語らせたら、自分の右に出る者はいないと応じる。ソクラテスはイオンに、ホメロスに関してのみ長じているのか、ヘシオドスら他の詩人のことに関してもそうなのか聞くと、イオンは自分が長じているのはホメロスのみだと言う。ヘシオドスら他の詩人が、ホメロスと同じ事柄に関して、ホメロスと同じ言い方をしている場合なら、同じように解明して語ることができるが、異なる言い方をしている場合は、ホメロス以外は駄目だと。
ソクラテスはいぶかしがり指摘する。イオンがホメロスを熟知し、ホメロスの語っている事柄をも知り尽くしているのであれば、ヘシオドスら他の詩人がホメロスと同じ事柄について語っている場合も、たとえそれが言い方が異なったものだとしても、同じように解明して語ることができるはずなのではないかと。
続いてソクラテスはイオンに、ホメロスとヘシオドスら他の詩人では一体何が異なるのか問うと、イオンはホメロスは詩作が巧みで、それ以外の者は拙いと言う。ソクラテスは、もしイオンが詩作の巧拙を判断できるのであれば、彼らの詩作のどこが巧くて、どこが拙いのかを指摘できなければ、すなわち、ホメロス以外の詩人たちのことも熟知してなくてはおかしいと、指摘する。
イオンはその指摘を認めつつも、しかし自分はホメロス以外の詩人のこととなると興味・関心も抱けず、言葉にも窮するが、ホメロスのこととなるとそうではなくなる、これは一体どういうことなのかと当惑する。
ソクラテスは、イオンは技術と知識によってホメロスを語っているのではないと指摘する。もしイオンが詩作の技術と知識を持ち合わせているのであれば、ホメロス以外についても語れるはずだと。そしてイオンは技術・知識ではなく、叙情詩人やバッコスの信女や神託の巫女らと同じように、神的な力によって動かされ、知性・正気を失い、狂乱・神がかり状態において、それを行なっているのだと指摘する。イオンは半ば納得しつつも、承服しかね、その技術の高さを示そうとする。
ソクラテスは、ホメロスの詩句を題材に、そこで語られる事柄の技術・知識を、イオンが各専門家以上に何一つ持ち合わせていないことを示しつつ、イオンに対して、これ以上まだ技術・知識を以てホメロスを吟誦すると主張して「ペテン師」と思われるのがいいか、神の恩恵によって語る者と思われるのがいいか、どちらかを選ぶよう求める。
イオンは後者の方がはるかに美しいと選択し、ソクラテスの主張を受け入れる。ソクラテスも再度、イオンは神につかれた吟誦詩人であって、技術を心得ている者ではないことを強調・確認し、話は終わる。

## 日本語訳
- 『プラトン全集〈10〉 ヒッピアス(大) ヒッピアス(小) イオン メネクセノス』 津村寛二編集、森進一、北嶋美雪、戸塚七郎訳 岩波書店 1975年、復刊2005年